# Satoshi Shimizu
Satoshi Shimizu –en japonés: 清水聡, Shimizu Satoshi– (Soja, 13 de marzo de 1986) es un deportista japonés que compite en boxeo.
Participó en dos Juegos Olímpicos de Verano, en los años 2008 y 2012, obteniendo una medalla de bronce en Londres 2012, en el peso gallo.
En septiembre de 2016 disputó su primera pelea como profesional. En octubre de 2017 conquistó el título de la OPBF en la categoría de peso pluma.

## Palmarés internacional
| Juegos Olímpicos | Juegos Olímpicos      | Juegos Olímpicos  | Juegos Olímpicos |
| Año              | Lugar                 | Medalla           | Categoría        |
| ---------------- | --------------------- | ----------------- | ---------------- |
| 2012             | Londres (Reino Unido) | Medalla de bronce | 56 kg            |